# Hideo Ishiguro
Hideo Ishiguro (石黒英雄?, Ishiguro Hideo; Tochigi, 10 gennaio 1989) è un attore giapponese, lavora sotto l'etichetta Ogi Pro.
Partecipa, dall'inizio degli anni 2000 ad alcuni tra i più seguiti dorama, in cui svolge ruoli di rilievo e primo piano; tra cui One Pound Gospel a fianco di Kazuya Kamenashi, Gokusen 3 con Haruma Miura e Hungry! con Osamu Mukai. Dopo esser stato il protagonista della serie demenziale Elite Yankee Saburo, partecipa ad Hammer Session!, dorama scolastico in cui è assieme a Mokomichi Hayami e Mirai Shida.

## Filmografia

### Televisione
- Jouiuchi - Hairyou Tsuma Shimatsu (TV Asahi, 2013)
- Saki (Fuji TV, 2013)
- Taira no Kiyomori (NHK, 2012)
- Yo nimo Kimyo na Monogatari 2012 Shichaku Shitsu (Fuji TV, 2012)
- Strawberry Night (Fuji TV, 2012, ep4-5)
- Hungry! (Fuji TV, 2012)
- Boku to Star no 99 Nichi (Fuji TV, 2011)
- Yotsuba Jinja Ura Kagyo Shitsuren Hoken~Kokuraseya (YTV, 2011, ep2)
- Hammer Session! (TBS, 2010)
- Shinzanmono - Sasaki Shuuhei (TBS, 2010, ep1-2)
- Kamen Rider Decade (TV Asahi, 2009)
- Dandy Daddy? as Kobayakawa Yuki (TV Asahi, 2009)
- Mr. Brain - Sugiyama Kozo (TBS, 2009, ep2)
- Gokusen 3 SP - Honjo Kengo (NTV, 2009)
- RESCUE - Ikawa Shogo (TBS, 2009)
- Cat Street - Harasawa Taiyo (NHK, 2008)
- Gokusen 3 - Honjo Kengo (NTV, 2008)
- One Pound Gospel (1 Pound no Fukuin) - Horiguchi (NTV, 2008)
- Kamen Rider Den-O (TV Asahi, 2007)
- Himawari - Odate Toshiaki (TBS, 2007)
- Elite Yankee Saburo - Okochi Saburo (TV Tokyo, 2007)
- Byakkotai (film) (TV Asahi, 2007)
- Princess Princess D - Kujouin Haruka (TV Asahi, 2006)
- Brother Beat - Tamura Kei (TBS, 2005)
- Gokusen 2 - Yabuki Taku (NTV, 2005, ep8)

### Cinema
- Bushido Sixteen (2010)
- Higanjima (2010)
- Keitai Kareshi (2009)
- Gokusen - Il film (2009)
- Utatama (2008)

### Web drama
- 100 Scene no Koi Vol.3  anno 2009